# اولی بودنمان
اولی بودنمان (انگلیسی: Ueli Bodenmann؛ زادهٔ ۱۴ march ۱۹۶۵ (۶۰ سال)) ورزشکار روئینگ اهل سوئیس است.
وی در مسابقات کشوری و بین‌المللی در مجموع برندهٔ ۲ مدال نقره شده‌است.